# Грома (язык)
Грома (тромова; Groma, Tromowa) — один из тибето-бирманских языков восточных Гималаев.
Язык распространён в долине Чумби (Chambi, Chumbi), лежащей на границе между северным Сиккимом (Индия), Китаем и Бутаном. В Китае на нём говорит 12 800 человек. В Индии — 14 000 (2007).
Большинство носителей языка грома — буддисты, но в Индии есть и христиане. Существуют следующие диалекты: верхне-громский, нижне-громский, спити, томо (чумби).